# جهان بكلو
جهان بكلو (بالتركية: Cihanbeyli)‏ هي بلدة ومُديريَّة تقع في ولاية قونية بتركيا. تصل مساحتها إلى 4447.5 كم²، وترتفع عن سطح البحر حوالي 950 م.